# Jacques Navadic
Jacques Navadic, né le 3 janvier 1920 à Lille, et mort le 4 août 2015 à Nice, ancien journaliste de Télé-Lille dans les années 1950, est le premier rédacteur en chef de Télé Luxembourg en 1955.
Après des débuts de comédien, il fut, en septembre 1955, le créateur du Journal de Télé Luxembourg, qu'il a coprésenté avec Robert Diligent. Par la suite, il fut directeur de l'information de Télé Luxembourg.
Il dirigea pendant dix ans les programmes de RTL Télévision et lança notamment, en 1977, Marylène Bergmann comme speakerine et animatrice de la chaîne.